# Griscourt
Griscourt – miejscowość i gmina we Francji, w regionie Grand Est, w departamencie Meurthe i Mozela.
Według danych na rok 1990 gminę zamieszkiwały 102 osoby, a gęstość zaludnienia wynosiła 27 osób/km² (wśród 2335 gmin Lotaryngii Griscourt plasuje się na 943. miejscu pod względem liczby ludności, natomiast pod względem powierzchni na miejscu 1113.).

## Populacja

Populacja Griscourt w latach 1962–2008